# Микетти, Габриэла
Габриэла Микетти (исп. Gabriela Michetti; род. 28 мая 1965, Лаприда) — государственный и политический деятель Аргентины.
С 10 декабря 2015 по 2019 год занимала должность вице-президента страны, став второй женщиной в Аргентине на этой должности после Исабель Мартинес де Перон. Габриэла Микетти является членом коалиции Республиканского предложения и Cambiemos. С 2007 по 2009 год была вице-мэром Буэнос-Айреса во время пребывания в должности мэра Маурисио Макри, а затем в 2009—2013 годах являлась депутатом нижней палаты Национального конгресса Аргентины. Её родственник Артуро Умберто Ильиа с 1963 по 1966 год занимал должность президента Аргентины.

## Биография

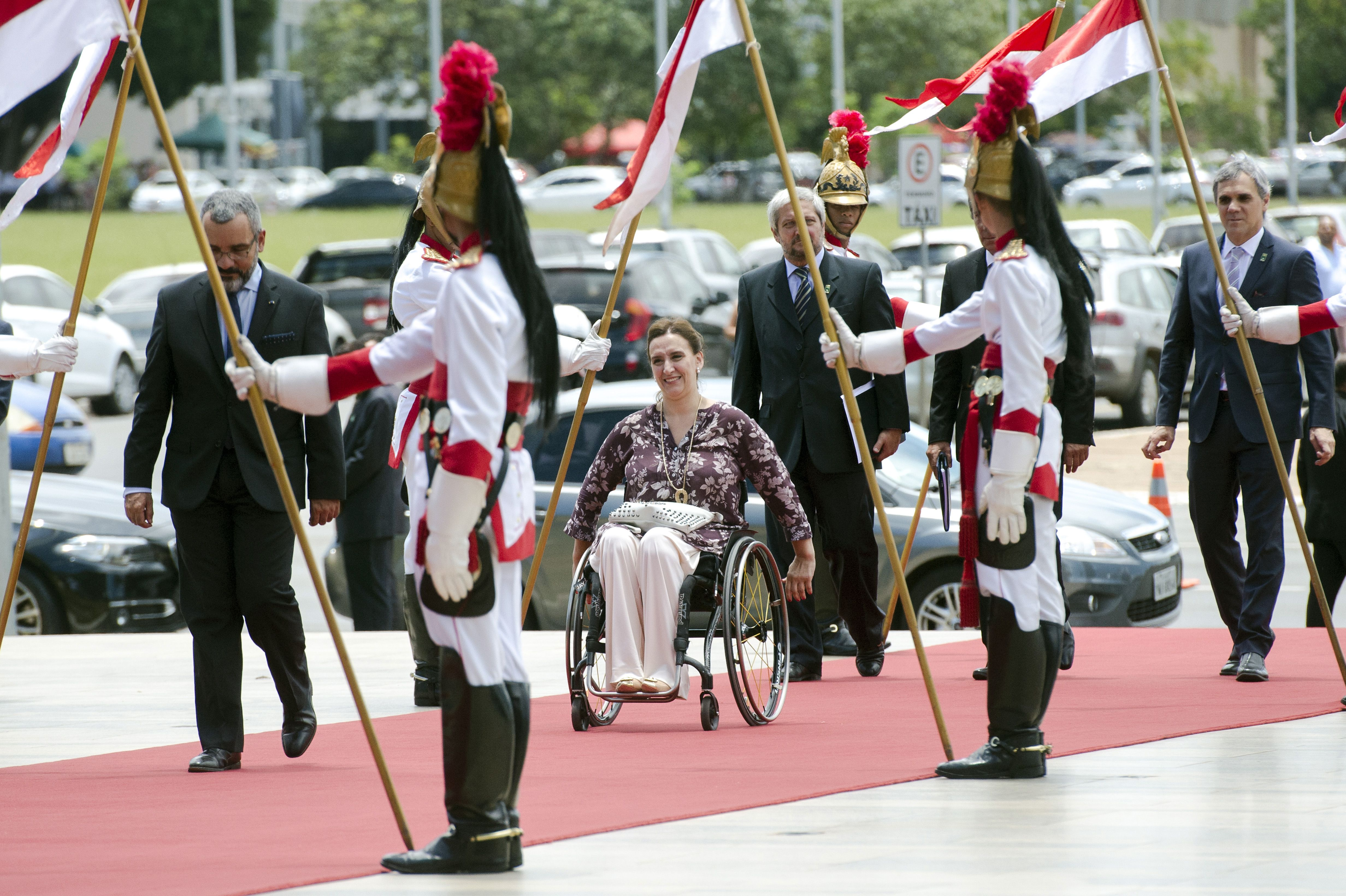
Габриэла Микетти во время официального визита в Бразилию в 2016 году

Марта Габриэла Микетти Ильиа родилась 28 мая 1965 года в городе Лаприда, провинция Буэнос-Айрес, в семье итальянского происхождения. В 1988 году получила степень по международным отношениям в Университете Сальвадора в Буэнос-Айресе. В 1993—1994 годах получила степень магистра в области управления бизнесом, а в 2000 году прошла курс по урегулированию споров в ВТО в швейцарском городе Женеве. В 2001 году изучала университетский менеджмент в Оттавском университете Канады.
В 1989 году Габриэла Микетти поступила на общественную службу в провинции Буэнос-Айрес, а в следующем году стала техническим советником в министерстве экономики Аргентины. Затем она увлеклась политикой: через церковь начала работать по социальным проектам, сблизившись с Карлосом Ауйеро из Христианско-демократической партии и FREPASO.
В 2003 году Габриэла Микетти присоединилась к Фронту «Приверженность переменам» (Frente Compromiso para el Cambio), возглавляемому Маурисио Макри. Партия стала частью Республиканского предложения, и Габриэла Микетти была избрана в Законодательное собрание Буэнос-Айреса, где возглавила партийное руководство Frente Compromiso para el Cambio. В 2006 году она была во главе комиссии по расследованию пожара в ночном клубе «Республика Кроманьон», в результате которого погибло 194 человека. По итогам расследования мэр Буэнос-Айреса Анибаль Ибарра был отправлен в отставку.
В 2007 году Маурисио Макри баллотировался на должность мэра Буэнос-Айреса, а Габриэла Микетти на должность вице-мэра. Они набрали 61 % голосов избирателей, одержав победу над Даниэлем Фильмусом и Карлосом Хеллерос из партии Фронт за победу. Таким образом, Габриэла Микетти стала первой женщиной, занявшей должность вице-мэра Буэнос-Айреса. Она руководила двумя комитетами по планированию и комиссией по реабилитации инвалидов.
В 2009 году состоялись выборы в Национальный конгресс Аргентины. Габриэла Микетти упоминалась как вероятный кандидат в депутаты нижней палаты парламента, несмотря на то, что проработала в муниципальном правительстве менее двух лет. К апрелю 2009 года её участие в выборах казалось маловероятным с учётом кандидатов от остальных партий. Свою роль играла дружба с лидером конкурирующей Гражданской коалиции Элисой Каррио. Однако, 20 апреля 2009 года Габриэла Микетти подала в отставку с должности вице-мэра Буэнос-Айреса и подтвердила своё участие в выборах в Палату депутатов Аргентины.
В 2015 году в Аргентине проходили выборы. Габриэла Микетти первоначально отказалась баллотироваться на пост вице-президента в команде Маурисио Макри, который выдвинул свою кандидатуру на должность президента. Вместо этого она решила выдвинуться на пост мэра Буэнос-Айреса, но проиграла первичные выборы Орасио Родригесу Ларрете. В итоге, Габриэла Микетти приняла предложение Маурисио Макри и была выдвинута на должность вице-президента страны от оппозиционной коалиции Cambiemos. Во втором туре президентских выборов 22 ноября 2015 года Макри и Микетти одержали победу. 10 декабря 2015 года Габриэла Микетти вступила в должность вице-президента страны.

## Личная жизнь
В 1994 году Габриэла Микетти серьёзно пострадала в автомобильной катастрофе, в результате чего осталась прикованной к инвалидному креслу. Состоит в отношениях с журналистом Эдуардо Курой, имеет сына. Габриэла Микетти католичка и выступает против легализации абортов, а также против однополых браков в стране.

## Награды
- Орден «За заслуги перед Итальянской Республикой» степени кавалера Большого креста (Италия, 4 декабря 2017)[22][23].